# Raman Parimala
Raman Parimala (India, 21 novembre 1948) è una matematica indiana che ha contribuito alla conoscenza dell'algebra.
È professoressa onoraria presso l'Arts & Sciences College di Chennai, in India, ed insegna matematica alla Emory University. Per molti anni è stata professoressa presso il Tata Institute of Fundamental Research (TIFR) di Mumbai. Ha fatto parte della giuria di Scienze matematiche per il Premio Infosys dal 2019 ed è nel Comitato di selezione del premio Abel 2021/2022.

## Biografia
Raman Parimala è nata e cresciuta nel Tamil Nadu, in India. Si è diplomata al liceo Saradha Vidyalaya Girls' e laureata presso il College Stella Maris di Chennai. Ha conseguito la laurea magistrale all'Università di Madras nel 1970 e il dottorato di ricerca all'Università di Mumbai nel 1976. Il suo relatore è stato R. Sridharan del TIFR.

## Pubblicazioni
- Failure of a quadratic analogue of Serre's conjecture, in Bulletin of the AMS, vol. 82, 1976,  pp. 962-964.
- Quadratic spaces over polynomial extensions of regular rings of dimension 2, in Mathematische Annalen, vol. 261, 1982,  pp. 287-292.
- E Bayer-Fluckiger, R Parimala, Galois cohomology of the Classical groups over fields of cohomological dimension≦2, in Inventiones mathematicae, 1995.
- R. Parimala, R. Sridharan, V. Suresh, Hermitian analogue of a theorem of Springer, Journal of Algebra, Elsevier, 2001.
- E Bayer-Fluckiger, R Parimala, Classical groups and the Hasse principle, Annals of Mathematics, 1998.

## Onorificenze
Nella Giornata nazionale della scienza nel 2020, Smriti Irani, ministro per le donne e per lo sviluppo infantile del governo indiano, ha annunciato l'istituzione presso gli istituti scolastici di tutta l'India di 11 cattedre dedicate a scienziate indiane, tra cui Raman Parimala.
Parimala è stata una delle relatrici invitate al Congresso internazionale dei matematici che si è svolto a Zurigo nel 1994 durante il quale ha tenuto un discorso dal titolo Arithmetic of linear algebraic groups over two dimensional fields. Inoltre, nel 2010 al Congresso di Hyderabad ha tenuto un discorso dal titolo Aritmetica dei gruppi algebrici lineari su campi bidimensionali.
- Membro dell'Indian National Science Academy[1]
- Premio Bhatnagar nel 1987[1]
- Dottorato honoris causa dall'Università di Losanna nel 1999[1]
- Premio per il centenario della nascita di Srinivasa Ramanujan nel 2003[1]
- Premio TWAS per la matematica nel 2005[1][8]
- Membro della Società Americana di Matematica dal 2012[9]